# Maurice George Kendall
Maurice George Kendall (Kettering, 6 settembre 1907 – Redhill, 29 marzo 1983) è stato uno statistico inglese.

## Biografia
Maurice Kendall nasce a Kettering, Northamptonshire come figlio unico di John Roughton Kendall e Georgina Brewer. Come bambino supera un caso di meningite cerebrale, che era fatale in quel periodo. Trasferitosi da bambino a Derby, Inghilterra, si interessa durante le scuole superiori inizialmente alle lingue per poi passare alla matematica al St John's College, Cambridge, dove ha giocato a cricket e Scacchi (con i futuri campioni Conel Hugh O'Donel Alexander e Jacob Bronowski).  Grazie alle sue capacità viene ammesso all'università di Cambridge.
Nel 1929 viene assunto al ministero per l'agricoltura, dove viene a contatto con la statistica e produce lavori di tale qualità da diventare nel 1934 membro della Royal Statistical Society (della quale è presidente dal 1960 al 1962). Con la sua ampia ed eccellente produzione scientifica contribuì tra l'altro alle teorie sulle serie storiche e la correlazione dei ranghi.

## Riconoscimenti
Nel 1945 la RSS gli attribuisce la "Guy Medal in Silver", nel 1968 la "Guy Medal in Gold".
Nel 1980 le Nazioni Unite gli danno la medaglia per la pace per i suoi studi sulla fertilità.

## Opere
- The advanced theory of statistics: primo volume nel 1943, il secondo volume nel 1946
- Rank correlation methods, 1948
- An Introduction to the Theory of Statistics (coautore George Udny Yule), 1968
- Studies in the history of statistics and probability (coautore Egon Pearson), 1969